# Сергеј Моња
Сергеј Александрович Моња (рус. Сергей Александрович Моня; Саратов, СССР, 15. април 1983) је руски кошаркаш. Игра на позицији крила.

## Успеси

### Клупски
- ЦСКА Москва:
  - Првенство Русије (3): 2002/03, 2003/04, 2004/05.
  - Куп Русије у кошарци (1): 2005.

- Химки:
  - Еврокуп (2): 2011/12, 2014/15.
  - ВТБ јунајтед лига (1): 2010/11.

### Репрезентативни
- Европско првенство:  2007,  2011.
- Летње олимпијске игре:  2012.